# Sur la lune de nickel

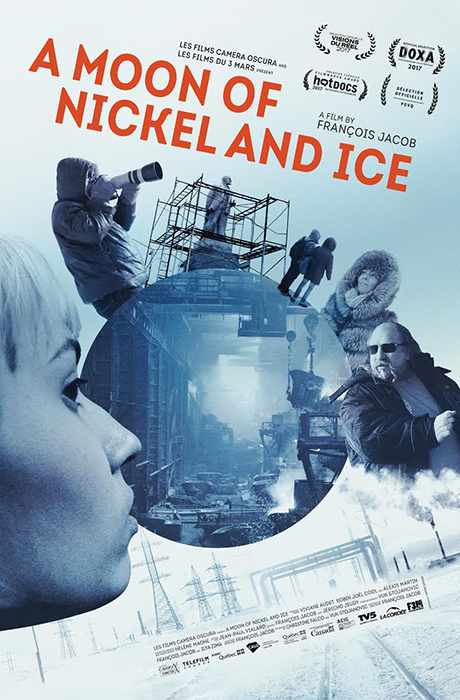
Affiche du film.

Sur la lune de nickel (A Moon of Nickel and Ice) est un film documentaire canadien réalisé par François Jacob et sorti en 2017.

## Synopsis
Le film décrit l'histoire et la culture de la ville minière de Norilsk dans le nord de la Sibérie, au nord du cercle Arctique, établie sous Staline à cet endroit inhospitalier en raison de gisements de nickel et d'autres métaux.

## Fiche technique
- Réalisation : François Jacob
- Producteurs : Christine Falco, François Jacob, Vuk Stojanovic
- Photographie : François Jacob, Vuk Stojanovic, Ilya Zima
- Musique originale : Viviane Audet, Robin-Joël Cool (en), Alexis Martin (en)[2]
- Montage : François Jacob, Jéricho Jeudy
- Production : Les Films Camera Oscura
- Distributeur : Journeyman Pictures
- Langue : français
- Durée :110 minutes
- Date de sortie : 2017

## Nominations et distinctions
Le film a été présenté au Festival international canadien du documentaire Hot Docs, où François Jacob remporte le prix du meilleur réalisateur émergent.
Au DOXA Documentary Film Festival (en), le film a reçu une mention honorable en tant que meilleur documentaire canadien.
Le film a été nommé à six reprises aux Prix Écrans canadiens,.